# Rajd Bułgarii 2004
Rajd Bułgarii 2004 (35. Rally Bulgaria) – 35. edycja rajdu samochodowego Rajd Bułgarii rozgrywanego w Bułgarii. Rozgrywany był od 18 do 20 czerwca 2004 roku. Była to trzecia runda Rajdowych Mistrzostw Europy w roku 2004 oraz druga runda Rajdowych Mistrzostw Bułgarii. Składał się z 13 odcinków specjalnych.

## Klasyfikacja rajdu
| Miejsce                          | Kierowca                     | Pilot                        | Samochód                     | Czas                         | Strata                       |                              |
| Klasyfikacja generalna i ERC     | Klasyfikacja generalna i ERC | Klasyfikacja generalna i ERC | Klasyfikacja generalna i ERC | Klasyfikacja generalna i ERC | Klasyfikacja generalna i ERC | Klasyfikacja generalna i ERC |
| -------------------------------- | ---------------------------- | ---------------------------- | ---------------------------- | ---------------------------- | ---------------------------- | ---------------------------- |
| 1.                               | Luca Pedersoli               | Mitia Dotta                  | Peugeot 306 Maxi             | 2:44:34.8                    | 0.0                          |                              |
| 2.                               | Simon Jean-Joseph            | Jack Boyere                  | Renault Clio S1600           | 2:45:23.3                    | +48.5                        |                              |
| 3.                               | Krum Donchev                 | Stoiko Valchev               | Peugeot 306 Maxi             | 2:46:36.3                    | +2:01.5                      |                              |
| 4.                               | Michał Sołowow               | Maciej Baran                 | Mitsubishi Lancer Evo VII    | 2:51:16.0                    | +6:41.2                      |                              |
| 5.                               | Jasen Popov                  | Dilian Popov                 | Citroën Saxo S1600           | 2:52:15.4                    | +7:40.6                      |                              |
| 6.                               | Georgi Geradzhiev jr.        | Nikola Popov                 | Mitsubishi Lancer Evo VII    | 2:55:08.0                    | +10:33.2                     |                              |
| 7.                               | Radoslav Kozlekov            | Petar Sivov                  | Mitsubishi Lancer Evo        | 2:55:21.2                    | +10:46.4                     |                              |
| 8.                               | Miroslav Jandík ml.          | Radim Chrástecký             | Mitsubishi Lancer Evo VII    | 2:55:29.9                    | +10:55.1                     |                              |
| 9.                               | Dancho Danchev               | Zlatan Iliev                 | Subaru Impreza STi N10       | 2:58:05.1                    | +13:30.3                     |                              |
| 10.                              | Georgi Tanev                 | Rumen Manolov                | Subaru Impreza WRX STi       | 2:59:31.3                    | +14:56.5                     |                              |
| Klasyfikacja mistrzostw Bułgarii |                              |                              |                              |                              |                              |                              |
| 1.                               | Krum Donchev                 | Stoiko Valchev               | Peugeot 306 Maxi             | 2:46:36.3                    | 0.00                         |                              |
| 2.                               | Jasen Popov                  | Dilian Popov                 | Citroën Saxo S1600           | 2:52:15.4                    | +5:39.1                      |                              |
| 3.                               | Georgi Geradzhiev jr.        | Nikola Popov                 | Mitsubishi Lancer Evo VII    | 2:55:08.0                    | +8:31.7                      |                              |
| 4.                               | Radoslav Kozlekov            | Petar Sivov                  | Mitsubishi Lancer Evo        | 2:55:21.2                    | +8:44.9                      |                              |
| 5.                               | Dancho Danchev               | Zlatan Iliev                 | Subaru Impreza STi N10       | 2:58:05.1                    | +11:28.8                     |                              |
| 6.                               | Georgi Tanev                 | Rumen Manolov                | Subaru Impreza WRX STi       | 2:59:31.3                    | +12:55.0                     |                              |